# Ahmed Ashkar
Ahmed Abdelfattah Ashkar (arab. أحمد اشقر; ur. 1 stycznia 1996 w Aleppo) – syryjski piłkarz grający na pozycji pomocnika. Od 2016 jest zawodnikiem klubu Al-Jaish Damaszek.

## Kariera piłkarska
Swoją karierę piłkarską Ashkar rozpoczął w klubie Al-Hurriya SC, w którym w 2013 roku zadebiutował w pierwszej lidze syryjskiej. W debiutanckim sezonie wywalczył z nim wicemistrzostwo kraju. W 2017 przeszedł do Al-Jaish Damaszek. W sezonie 2017/2018 został z Al-Jaish mistrzem Syrii.

## Kariera reprezentacyjna
W reprezentacji Syrii Ashkar zadebiutował 18 marca 2016 w wygranym 1:0 towarzyskim meczu z Irakiem. W 2019 roku powołano go do kadry na Puchar Azji.